# برنارد واترس
برنارد واترس (بالإنجليزية: Bernard Waters)‏ هو كاتب أمريكي، ولد في 1852 في نيويورك في الولايات المتحدة، وتوفي في 27 فبراير 1911.